# 锡古尔奈
锡古尔奈（法語：Sigournais，法語發音：[siɡuʁnɛ]）是法国卢瓦尔河地区大区旺代省的一个市镇，位于该省东部，属于永河畔拉罗什区。

## 地理
锡古尔奈（46°42'24"N, 0°59'11"W）面积18.3 平方千米，位于法国卢瓦尔河地区大区旺代省，该省份为法国西部沿海省份，北起大西洋卢瓦尔省和曼恩-卢瓦尔省，西临大西洋，南至滨海夏朗德省，东部及东南部与德塞夫勒省接壤。
与锡古尔奈接壤的市镇（或旧市镇、城区）包括：巴佐日昂帕雷、尚托奈、沙瓦涅莱勒杜、蒙西雷涅、圣日耳曼德普兰赛、圣普鲁昂。

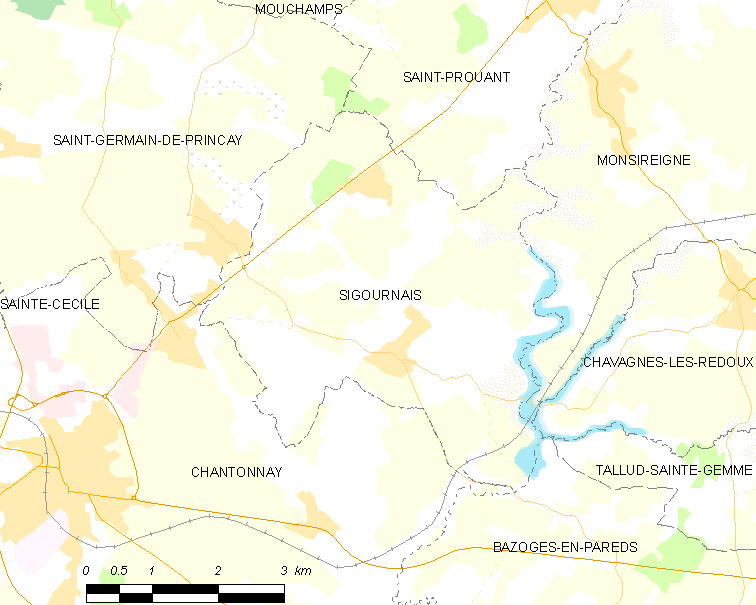
锡古尔奈的OSM定位图

锡古尔奈的时区为UTC+01:00、UTC+02:00（夏令时）。

## 行政
锡古尔奈的邮政编码为85110，INSEE市镇编码为85282。

## 政治
锡古尔奈所属的省级选区为尚托奈县。

## 人口

1962-2008年间锡古尔奈人口变化图示

锡古尔奈于2022年1月1日时的人口数量为972人。